# Sosna długowieczna
Sosna długowieczna (Pinus longaeva D.K. Bailey) – gatunek drzewa iglastego z rodzaju sosna (Pinus), należącego do rodziny sosnowatych. Sosna długowieczna jest blisko spokrewniona z sosną ościstą (P. aristata) oraz z Pinus balfouriana. Niektórzy autorzy zaliczają je do tego samego gatunku, inni uznają, że są tylko blisko spokrewnione. Gatunki te mają rozłączne zasięgi występowania. Sosna długowieczna występuje na zachodnich obszarach Ameryki Północnej na terenie stanów Utah, Nevada i w Górach Białych we wschodniej Kalifornii. Sosny tego gatunku uważane są za jedne z najbardziej długowiecznych drzew na świecie. Szacuje się, że niektóre okazy znalezione w Górach Białych osiągnęły wiek 3000–5000 lat. Są one podawane jako przykład gatunku o zaniedbywalnym starzeniu się.

## Rozmieszczenie geograficzne
Sosna długowieczna występuje w USA, w stanach Kalifornia, Nevada i Utah. W Kalifornii występuje w hrabstwach Mono i Inyo, gdzie rośnie na szczytach pasm górskich Panamint Range, Inyo Mountains i Gór Białych. W Nevadzie zasięg jest rozczłonkowany i rozrzucony na wysokich, górskich stanowiskach od Gór Białych w hrabstwie Esmeralda, na północ do Ruby Mountains w hrabstwie Elko, na południe do Spring Mountains w hrabstwie Clark oraz na wschód do Ruby Mountains i Snake Range w hrabstwie White Pine. W Utah gatunek występuje na zachodnim krańcu Wyżyny Kolorado od Confusion Range w hrabstwie Millard, na północ do Uinta Mountains w hrabstwach Summit, Wasatch i Duchesne, na południe do Pine Valley Mountains w hrabstwie Washington i północnego hrabstwa Kane oraz na wschód do wyżyny Wasatch w hrabstwie Emery.
W Kalifornii występuje na wysokości 2200–3700 m, w Nevadzie 2400–3300 m, a w Utah na wysokości 2195–3265 m  n.p.m.

## Morfologia
PokrójDrzewo średnich rozmiarów, wolno rosnące, o zaokrąglonej lub nieregularnej koronie. Na niższych stanowiskach rośnie wysokie i wyprostowane, a na wyższych może przybierać formy poskręcane, rzadko krzaczaste. Przy górnej granicy zasięgu we wschodniej Nevadzie i Utah może karłowacieć.
PieńPień może być pojedynczy lub wielokrotny. Osiąga średnio 9,1 m wysokości, chociaż dorasta do 16 m, a na niższych stanowiskach do 18 m. Drzewo osiąga do 2 m średnicy. Kora jest cienka, jasna, czerwonobrązowa, łuszcząca się u podstawy pnia. Gałęzie są skręcone i zwisające. Gałązki są bladoczerwonobrązowe, z wiekiem stają się szare do żółtoszarych. Pąki jajowato-spiczaste, bladoczerwonobrązowe, żywiczne, o długości ok. 1 cm.
LiścieIgły zebrane w pęczki po 5, sztywne i grube, długości 1,5-3,5(4) cm i szerokości 0,8-1,2 mm, ciemnozielone do niebiesko-zielonych po zewnętrznej stronie, z licznymi białymi kropkami aparatów szparkowych. Igły posiadają dwa kanały żywiczne, które nie są ani przerwane, ani złamane, przez co nie posiadają białych plamek żywicy, takich jak igły sosny ościstej. Brzegi igieł są gładkie lub delikatnie i rzadko drobnoząbkowane.
SzyszkiMęskie kwiatostany są czerwonofioletowe, podłużne, cylindryczne, o długości 7–10(12) mm. Wyrastają przy szczytach gałązek, zebrane w klastry. Szyszki żeńskie początkowo są zielone lub purpurowe, cylindryczno-jajowate, z zaokrągloną podstawą. Po osiągnięciu dojrzałości stają się płowoczerwonobrązowe, prawie siedzące. Dorastają do 5–10(14) cm długości i 3–4 cm szerokości, po otwarciu osiągając 4–6 cm szerokości. Tarczki łusek zgrubiałe, zakończone 1–6 mm kolcem. Nasiona uwalniane bezpośrednio po otwarciu, długości 5–8 mm, każde opatrzone skrzydełkiem o długości 10–12 mm.

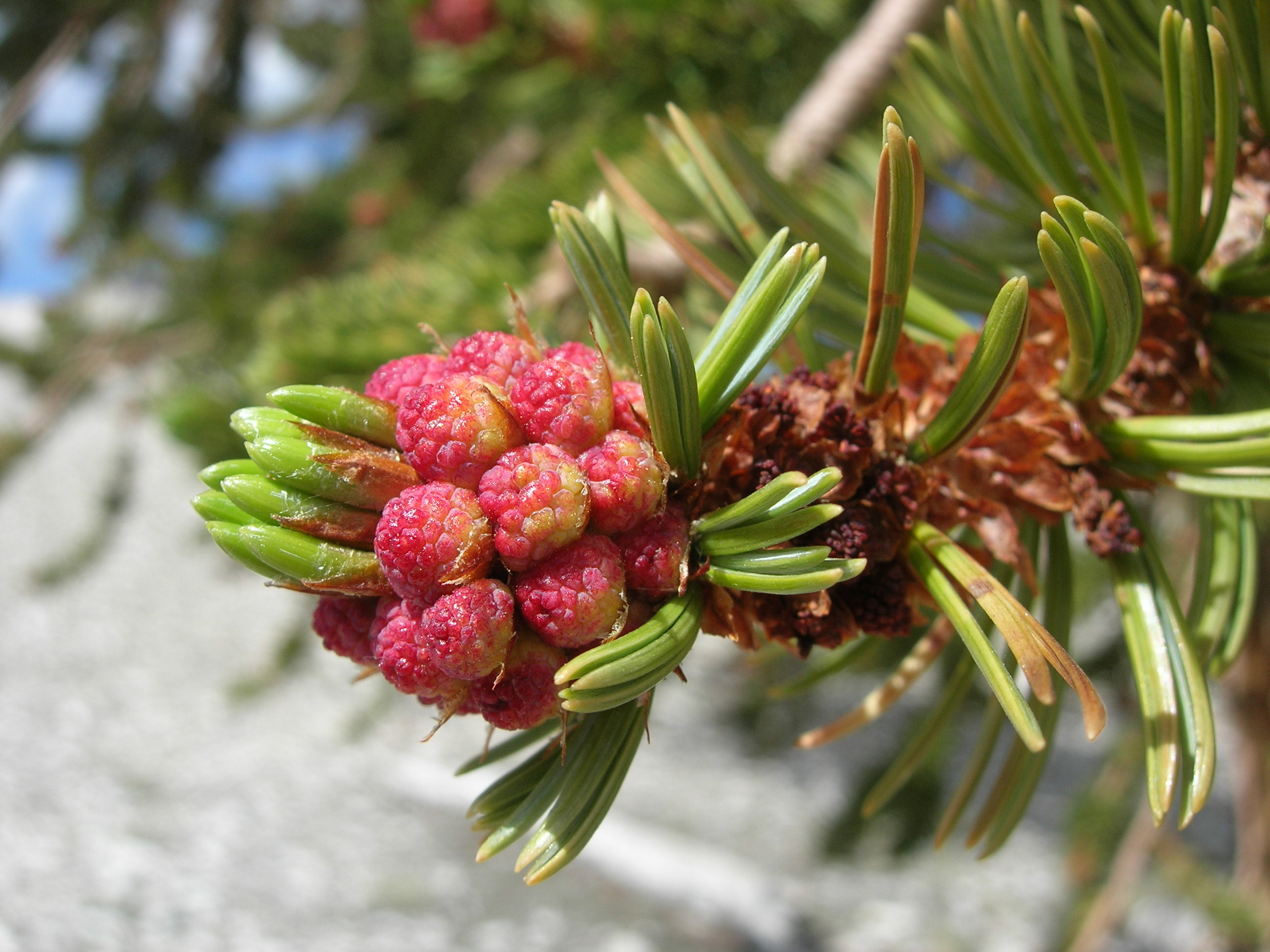
Kwiatostany męskie
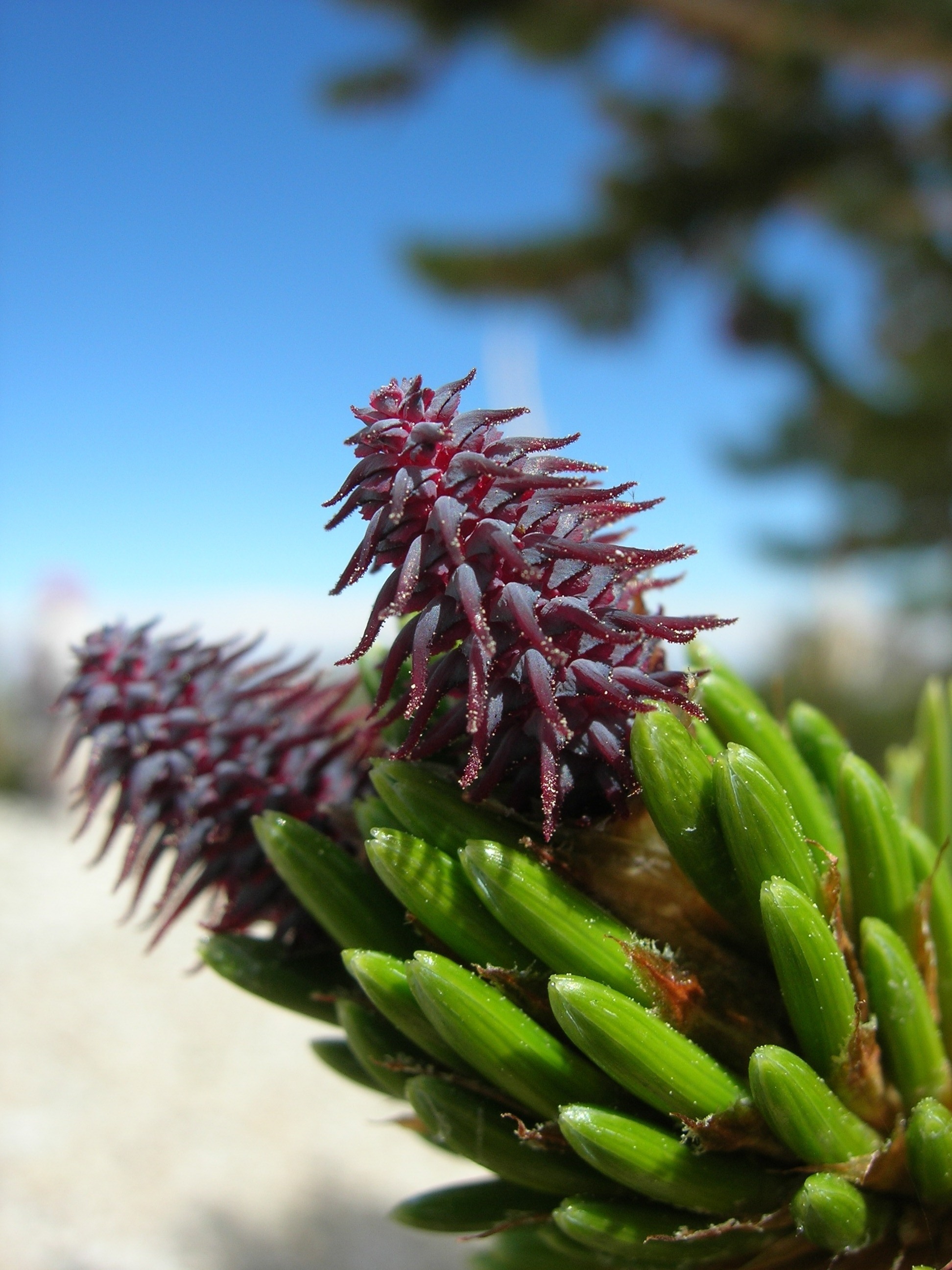
Szyszki żeńskie
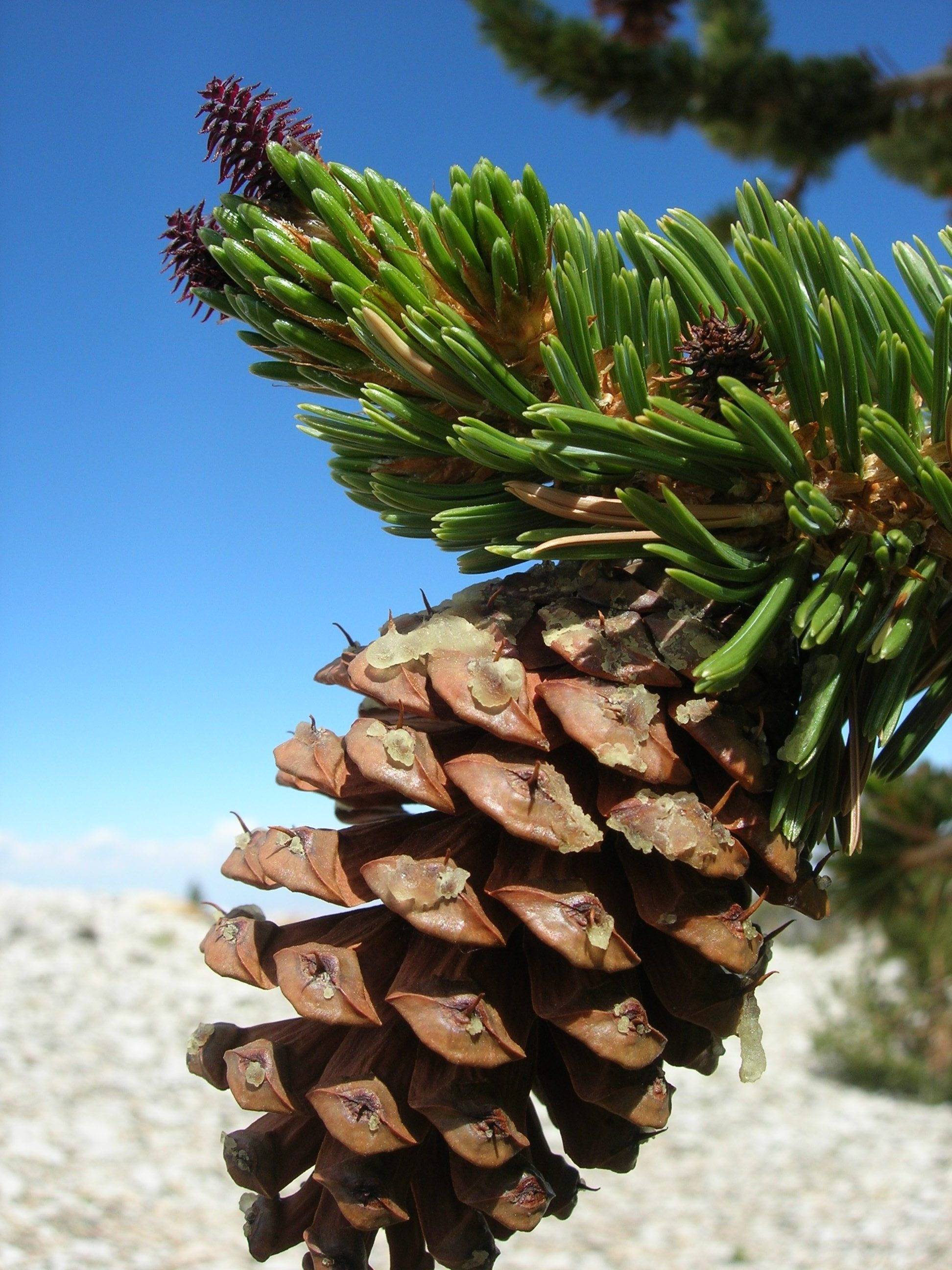
Dojrzała, otwarta szyszka

KorzenieSystem korzeniowy jest płytki i silnie rozgałęziony. Kilka większych odgałęzień zapewnia umocowanie do podłoża i podparcie dla starszych drzew, wokół których osunie się ziemia. W Górach Białych system korzeniowy sięga ok. 0,5 m w głąb podłoża, gdzie napotyka nieprzepuszczalną warstwę skał. Większość korzeni znajduje się na głębokości 5–18 cm i ma 1,3–5,1 cm średnicy.

## Biologia

### Anatomia
LiśćW liściu znajduje się jedna wiązka przewodząca i dwa kanały żywiczne.
DrewnoZe względu na powolny wzrost w trudnych warunkach drewno jest twarde i żywiczne. Pierścienie roczne widoczne na przekroju poprzecznym pnia zwykle są bardzo wąskie, osiągają przeważnie 5–8 komórek szerokości, skrajnie 2–20 komórek. Przejście z drewna wczesnego do drewna późnego jest słabo widoczne – tylko jako spłaszczenie jednej lub dwóch ostatnich warstw cewek.

### Fizjologia
Sosna długowieczna jest bardzo odporna na suszę. Sprzyja temu jej budowa morfologiczna i fizjologia. Rozgałęziony, płytki system korzeniowy maksymalizuje absorpcję wody. Z kolei igły są woskowe, o grubej kutykuli, co wspomaga zatrzymywanie wody. Długowieczne igły pozostają zdolne do regulowania utraty wody i przeprowadzania fotosyntezy. Wiekowe drzewa mają jednak trudności z utrzymywaniem preferowanej równowagi węglowej. Małe ilości fotosyntetyzującej tkanki ograniczają ich zdolność do pozyskiwania węglowodanów. Sosny te zużywają w czasie normalnej zimy około połowę rocznych zapasów węglowodanów na potrzeby oddychania. Na wysokich stanowiskach w Górach Białych w Kalifornii optymalna temperatura dla fotosyntezy wynosi 10–15 °C. Jest to efekt aklimatyzacji, gdyż u okazów rosnących na niższych położeniach lub w cieplejszych warunkach optymalna temperatura rośnie. Przy temperaturze poniżej 10 °C tempo fotosyntezy gwałtownie spada.

### Rozwój
Sosna długowieczna rozmnaża się z nasion. Nie znaleziono dowodów na rozmnażanie wegetatywne. Jest drzewem jednopiennym. Pylenie następuje od połowy lipca do późnego sierpnia. Pyłek jest przenoszony przez wiatr (anemogamia) i przystosowany do utrzymywania się w powietrzu dzięki dwóm komorom powietrznym, przytwierdzonym do każdego ziarna pyłku. Pomimo ogólnie preferowanego zapylenia krzyżowego niektóre populacje są podatne na chów wsobny (endogamia), ze względu na lokalnie słabe rozsiewanie pyłku i nasion. Dojrzałe szyszki nasienne otwierają się w drugim roku pod koniec września i uwalniają nasiona do początku października. Szyszki opadają z drzewa wkrótce potem. Nasiona rozsiewane są przez wiatr (anemochoria).
Nasiona są zdolne do kiełkowania od razu po dojrzeniu. U populacji z Gór Białych kiełkuje średnio 57% nasion (zakres od 20-86%), a u populacji z Mammoth Creek 51% nasion (zakres 29-79%).
Sosna długowieczna jest drzewem bardzo wolno rosnącym. Roczny przyrost pnia na grubość to 0,1–0,3 mm (ok. 75 słojów rocznych na 1 cm na przekroju poprzecznym pnia). Igły pozostają na drzewie przez 20-30 lat, chociaż podawane jest także 35 i 45 lat. Jest to rekordowa długość życia osiągana przez liście roślin iglastych. Przyrost igieł na długość kończy się w ciągu pierwszego roku ich życia. Potem obserwowany jest u nich przyrost wtórny. Igły w wieku 1–33 lat wytwarzają rocznie na całej długości 1–1,7 warstwy komórek łyka wtórnego przyrastającego radialnie, równocześnie nie powstaje ksylem wtórny. Igła zachowuje około 9 warstw żywych komórek łyka, co wskazuje na coroczne zastępowanie starego łyka nowym.

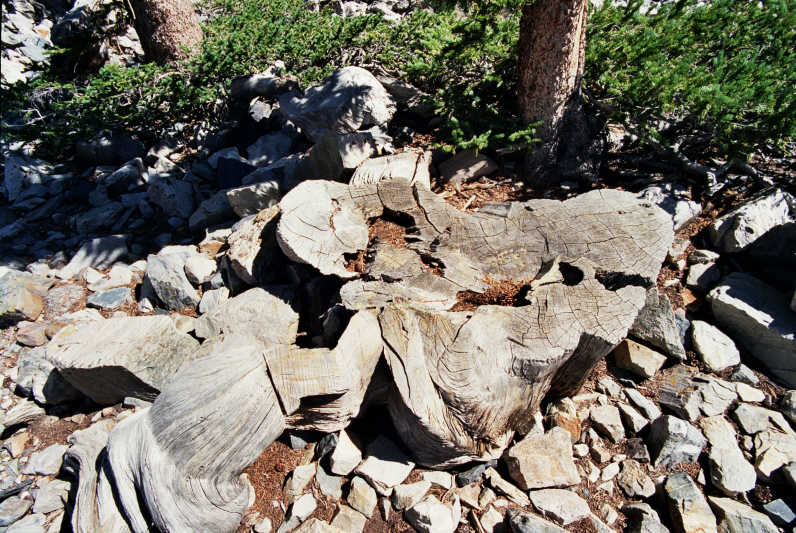
Pniak „Prometheusa”, Wheeler Bristlecone Pine Grove, Park Narodowy Wielkiej Kotliny, Nevada

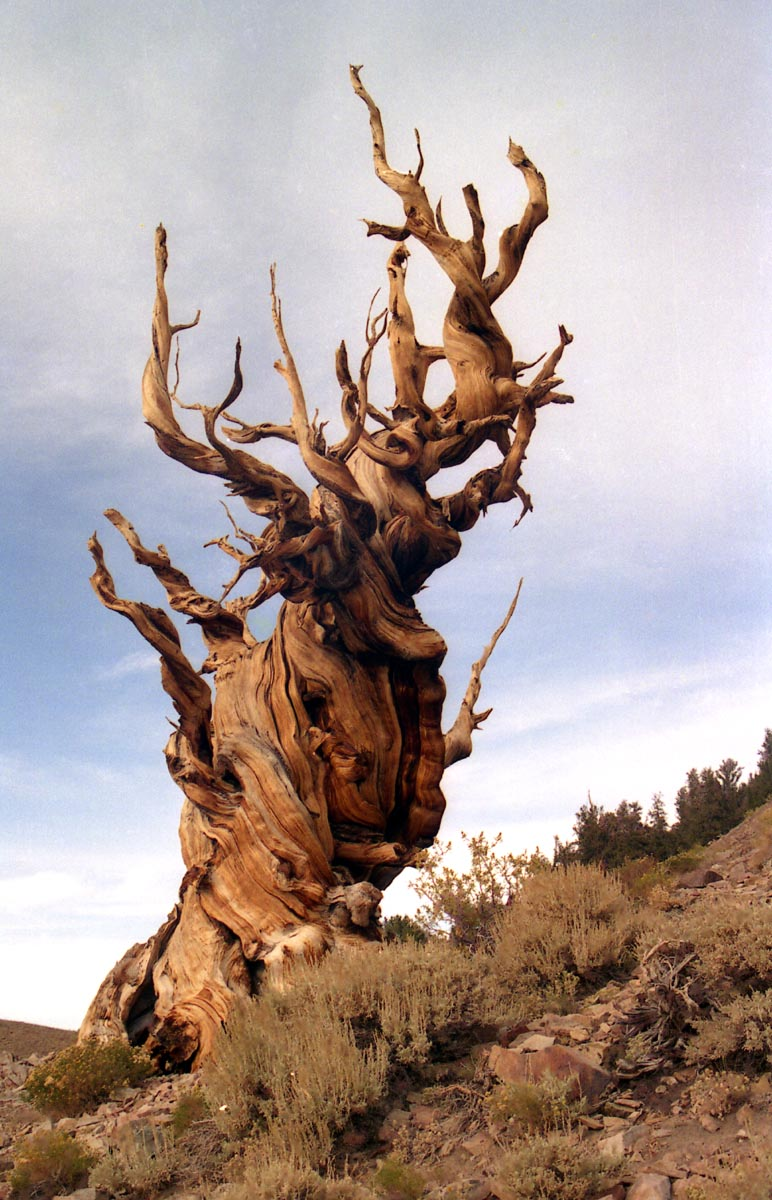
Martwa sosna długowieczna w Górach Białych, hrabstwo Inyo, Kalifornia

### Wiek
Są to najstarsze znane na świecie żyjące sosny. Sosna długowieczna jest podawana jako przykład gatunku o zaniedbywalnym starzeniu się. Często określa się jej okazy mianem najstarszych roślin na Ziemi, jednak żyją znacznie krócej od wegetatywnie rozmnażających się okazów topoli osikowych i niektórych krzewów. Średni wiek żyjących drzew to około 1000 lat. Szacuje się, że niektóre okazy znalezione w Górach Białych osiągnęły wiek 3000–5000 lat. Populacje są zróżnicowane wiekowo, przy czym zazwyczaj najmniej licznie występują w nich stare okazy, a najbardziej licznie siewki, które w Górach Białych stanowią 27-71% populacji. Na niższych stanowiskach dominują drzewa w wieku poniżej 875 lat. Na północnych stokach Gór Białych średni wiek drzew wynosi 2000 lat, podczas gdy na południowych 1000 lat.
Najstarsza żyjąca sosna długowieczna, a przy tym najstarsze drzewo spośród gatunków nierozmnażających się wegetatywnie, to nienazwany okaz z Gór Białych, który w 2012 r. osiągnął wiek 5062 lat. Do 2012 r. za najbardziej sędziwy żyjący okaz uważany był „Methuselah”, który rośnie na stanowisku w Górach Białych i osiągnął wiek ponad 4800 lat (4845 lat w 2012 r.). Dokładna lokalizacja obu najstarszych drzew nie jest podawana do wiadomości publicznej, w celu ich ochrony. Okaz starszy niż „Methuselah” został ścięty w 1964 roku przez geografa przeprowadzającego badania na górze Wheeler Peak, w górach Snake Range (obecnie tereny Parku Narodowego Wielkiej Kotliny w stanie Nevada). Drzewo nazwane zostało „Prometheus”. Jego wiek, wyznaczony przez zliczanie pierścieni, został określony na 4844 lata w chwili ścięcia.
Drzewa, nawet po całkowitym obumarciu, utrzymują się w podłożu. Klimat i twarde, żywiczne drewno pozwala im trwać przez kolejne wieki. 
| Wiek [lata] | Data                   | Nazwa        | Miejsce                     | Odkrywca, datujący          |
| ----------- | ---------------------- | ------------ | --------------------------- | --------------------------- |
| 5062        | 2012 r.                | nienazwany   | Góry Białe, Kalifornia, USA | Edmund Schulman, Tom Harlan |
| 4845        | 2012 r.                | „Methuselah” | Góry Białe, Kalifornia, USA | Edmund Schulman, Tom Harlan |
| 4844        | 1964 r. (data ścięcia) | „Prometheus” | Wheeler Peak, Nevada, USA   | D.R. Currey                 |

### Strategie przetrwania i adaptacje
Sezon wegetacyjny rozpoczyna się na początku maja, wraz z topnieniem śniegu i wzrostem temperatury. Drzewa mają od 6 tygodni do trzech miesięcy ciepłej, letniej pogody na wzrost i przygotowanie do zimy, przy około 254 mm opadów. Gatunek posiada szereg adaptacji do tych trudnych warunków. Igły pozostają na drzewie przez 20–30 lat, co sprawia, że drzewo rzadziej musi wykształcać nowe liście a tym samym wydatkuje na ten proces mniej energii niż inne sosny, których igły opadają przeważnie co kilka lat. Długowieczność igieł zapewnia także stabilną wydajność fotosyntezy. Dzięki temu drzewo może przetrwać mniej korzystne lata (np. chłodniejsze miesiące letnie). Inną strategią przetrwania stosowaną w sytuacji, gdy drzewo zostaje uszkodzone przez ogień, piorun, suszę lub wichurę, jest stopniowe zamieranie kory i tkanek, które przewodzą wodę. Ograniczana jest w ten sposób ilość tkanki, którą liście muszą odżywiać, utrzymując równowagę zachwianą przez powstałe uszkodzenie. Przykład tej strategii zapewnia okaz w wieku ponad 4 tysięcy lat (nazwany „Pine Alpha”) o średnicy prawie 122 cm, któremu pozostał pasek żywej kory o szerokości 25,4 cm. Strategia ta działa dzięki niskiej wilgotności powietrza, która hamuje rozwój bakterii i grzybów, co chroni drzewa przed gniciem i butwieniem. Inwazje bakterii, grzybów i szkodników powstrzymuje także twarde, mocno żywiczne drewno. Kolejną strategią jest zachowanie, nawet przez najstarsze okazy, zdolności do tworzenia szyszek z nasionami zdolnymi do kiełkowania.

## Systematyka i zmienność
Synonimy: Pinus aristata Engelm. var. longaeva (D.K.Bailey) Little.
Pozycja gatunku w obrębie rodzaju Pinus:
- podrodzaj Strobus
  - sekcja Parrya
    - podsekcja Balfourianae
      - gatunek P. longaeva

Sosna długowieczna jest blisko spokrewniona z P. aristata oraz z P. balfouriana, z którymi tworzy podsekcję Balfourianae Englm. Do 1970 roku taksony te traktowane były jako jeden gatunek, dopiero D. K. Bailey, botanik amator, przedstawił różnice między wschodnimi i zachodnimi populacjami, wystarczające do wyodrębnienia nowego gatunku Pinus longaeva. Niektórzy autorzy nadal zaliczają je do tego samego gatunku, inni uznali, że mają jedynie wspólnego przodka. Taksony należące do podsekcji Balfourianae rozróżnia się po formie wzrostu, korze i składzie chemicznym. Pinus longaeva i P. balfouriana łatwo krzyżują się w warunkach laboratoryjnych, dając hybrydy zdolne do dalszego rozmnażania. W warunkach naturalnych krzyżowaniu przeciwdziałają w dużej mierze rozłączne zasięgi występowania, chociaż nie znaleziono hybryd P. longaeva i P. balfouriana subsp. austrina, mimo geograficznej bliskości ich populacji (stan na rok 2004).

## Nazewnictwo

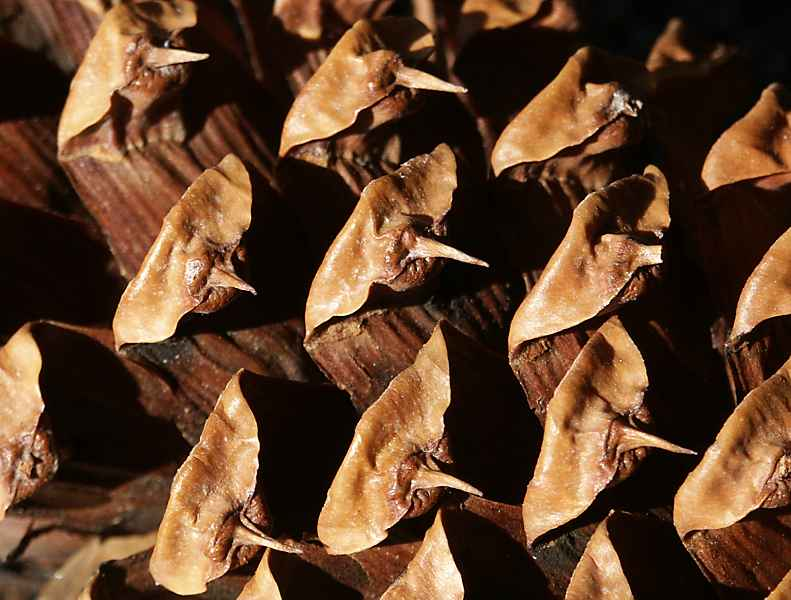
Łuski szyszki zakończone kolcami

Epitet gatunkowy longaeva odnosi się do długiego czasu życia okazów tego gatunku. Wywodzi się od niego polska nazwa zwyczajowa „sosna długowieczna”. W języku angielskim gatunek nazywany jest „Great Basin bristlecone pine” lub „Western bristlecone pine”. Nazwa „bristlecone pine” stosowana jest wobec Pinus longaeva oraz P. aristata i wywodzi się od szyszek o łuskach zakończonych długimi kolcami. Pinus longaeva zyskała dodatkowe określenie „Great Basin” lub „zachodnia”, z racji zasięgu występowania.

## Ekologia

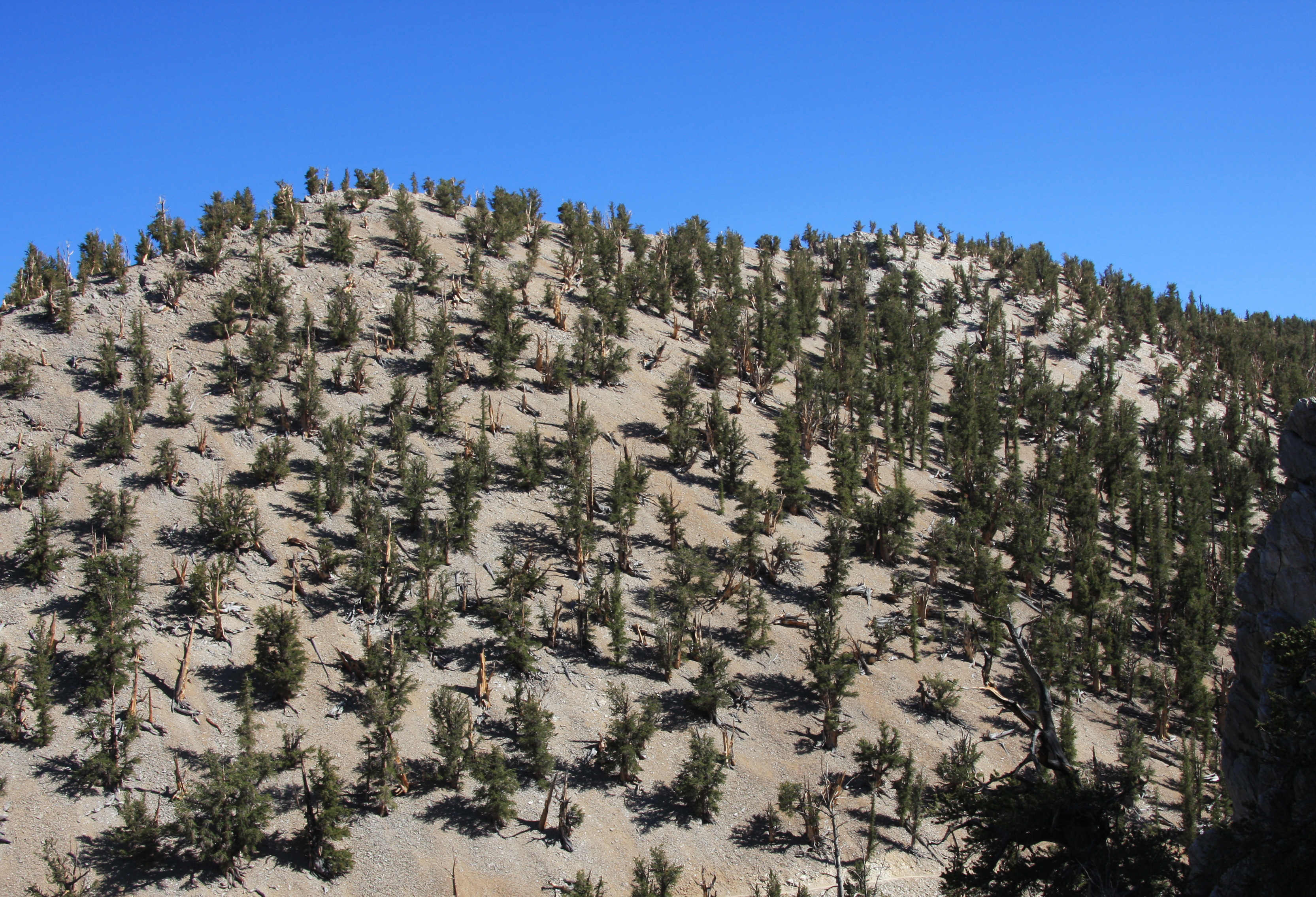
Siedlisko, „Ancient Bristlecone Pine Forest” w Górach Białych, hrabstwo Inyo, wschodnia Kalifornia

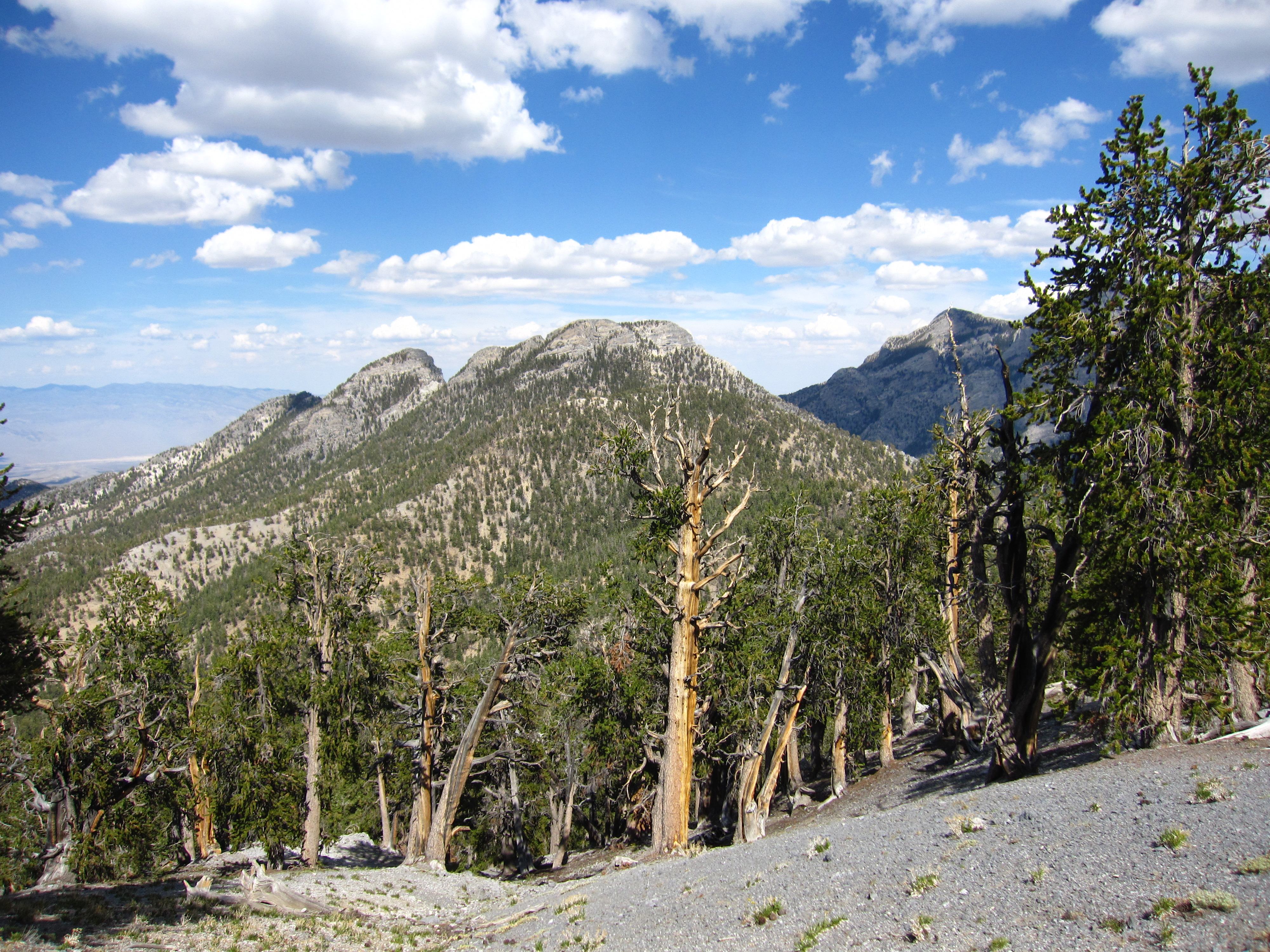
Spring Mountains, Nevada

### Siedlisko
Sosna długowieczna to gatunek wysokogórski, rośnie w strefie subalpejskiej i górnej granicy lasu, na silnie nasłonecznionych i odsłoniętych zboczach, o skalistym, jałowym podłożu. Drzewo jest odporne na niskie temperatury oraz susze. Występuje w klimacie suchym o chłodnej zimie i suchym lecie. Od gór Wasatch Range na wschodzie stanu Utah do Gór Białych w zachodniej Nevadzie i wschodniej Kalifornii klimat staje się coraz bardziej suchy. Populacje na zachodnim krańcu Nevady i we wschodniej Kalifornii rosną w zasięgu wpływu kalifornijskiego klimatu śródziemnomorskiego. Populacje rosnące bardziej w głębi lądu są w zasięgu klimatu kontynentalnego.
Pinus longaeva tworzy jednogatunkowe drzewostany na granicy lasu i w strefie subalpejskiej, zaś na niższych stanowiskach jest gatunkiem współdominującym lub towarzyszącym sośnie giętkiej (P. flexilis). Na wilgotnych stanowiskach stałym towarzyszem sosny długowiecznej jest topola osikowa (Populus tremuloides). Sosna jednoigielna (Pinus monophylla) często występuje z P. longaeva przy jej dolnej granicy zasięgu. W lasach górskich na wschodzie Nevady i Utah sośnie długowiecznej towarzyszy powszechnie świerk Engelmanna (Picea engelmannii), jodła górska (Abies lasiocarpa), jodła kalifornijska (A. concolor var. concolor) i daglezja zielona (Pseudotsuga menziesii var. glauca). Sosnom długowiecznym towarzyszą zwykle bylice (Artemisia spp.) i, na mniejszych wysokościach, słonorośla. Powyżej stanowisk sosny długowiecznej występują rośliny poduszkowe lub już tylko skały.
Ze względu na zajmowanie ubogich, wysokogórskich stanowisk i formowanie rzadkich drzewostanów o niezbyt bogatym podszycie populacje sosny długowiecznej nie są zbyt zagrożone pożarami lasów. Uznaje się, że częstotliwość występowania pożarów w jej zasięgu nie jest przewidywalna. Są to zwykle pożary przyziemne, gdzie materiał palny stanowi podszyt (głównie zarośla bylic), lub pożary pojedynczych drzew występujące na skutek uderzenia pioruna. Ze względu na cienką korę sosna ta jest w stanie przeżyć pożar o małej intensywności oraz pożar o profilu mieszanym, o ile rośnie w miejscu o mniejszym nasileniu ognia. Przeważnie w jej zasięgu nie występują pożary o dużej intensywności. Dzięki rzadkiemu rozmieszczeniu drzew, przy ubogim podszycie, ogień wzniecony przez uderzenie pioruna z reguły nie przenosi się na inne okazy.

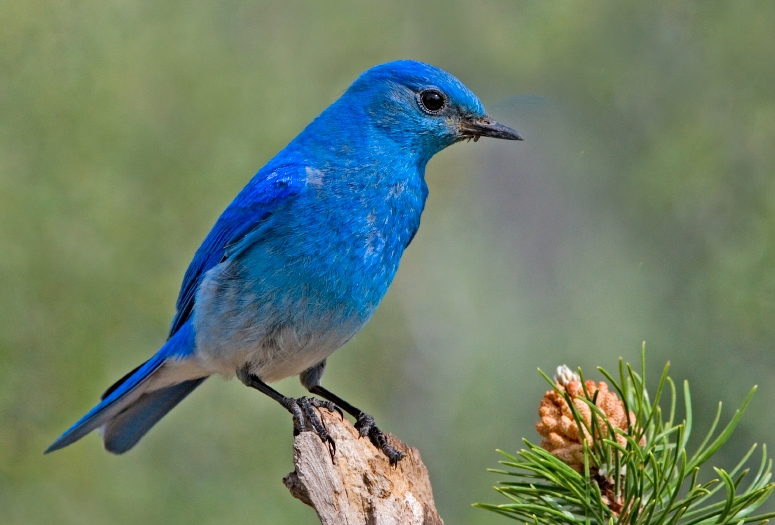
Błękitnik górski (Sialia currucoides)

### Interakcje międzygatunkowe
Zbiorowiska sosny długowiecznej i sosny giętkiej są ważnym siedliskiem dla szeregu gatunków ptaków i małych ssaków. Żyją w nich sikory (Paridae), kowaliki (Sittidae), tyrankowate (Tyrannidae), oskomiki (Sphyrapicus), łuszczakowate (Fringillidae), junko zwyczajny (Junco hyemalis), błękitnik górski (Sialia currucoides), orzechówka popielata (Nucifraga columbiana) oraz przedstawiciele susłów i świszczy (Marmotini). Gniazduje w niej kowalik karoliński i inne kowaliki. Nasiona są zjadane przez ptaki i inne zwierzęta, a przy tym częściowo rozsiewane, np. przez sikory, błękitnika górskiego czy orzechówkę popielatą. Hipotezę o istotnym wpływie orzechówki na rozsiewanie sosny długowiecznej oparto na występowaniu wielopiennych egzemplarzy tej sosny. Przypominają one wyglądem grupy zrośniętych drzew, jakie zwykle wyrastają z ziemnych schowków orzechówki, w których ptak gromadzi nasiona jako zapas pożywienia. Okaz wielopienny można odróżnić od kępy drzew wykonując badania genetyczne poszczególnych pni. Do 2004 r. przeprowadzono takie badania jednokrotnie i wskazały one, że większość grup, na około 200 zbadanych, to okazy wielopienne, z kilkoma przypadkami różnych genetycznie pni, co nie potwierdza wspomnianej hipotezy. Uznano, że wpływ orzechówki wymaga dalszej weryfikacji. Sosna długowieczna nie stanowi paszy dla większych zwierząt, podawana jest jako niesmaczna dla mulaków (Odocoileus hemionus) występujących w Utah.

#### Sukcesja
Sosna długowieczna jest gatunkiem pionierskim. Na odsłoniętych i suchych stanowiskach, ubogich w składniki odżywcze, jest gatunkiem klimaksowym. Dobrze radzi sobie na glebach wapiennych, zbyt ubogich w fosfor dla gatunków konkurujących. Na stanowiskach lepszych, bardziej wilgotnych, wykazuje gwałtowny i szybki wzrost, jednak słabo konkuruje o wodę i składniki odżywcze i zwykle jest z nich eliminowana na etapie wczesnego wzrostu, np. przez Cercocarpus ledifolius lub bylice. Pinus longaeva nie toleruje zacienienia, więc nie rośnie w gęstym lesie. Na niższych, bardziej wilgotnych i bogatszych w składniki mineralne stanowiskach we wschodniej Nevadzie i Utah zastępuje ją świerk Engelmanna i w mniejszym stopniu sosna giętka.

#### Mikoryza
Związki mikoryzowe sosny długowiecznej nie są jeszcze dostatecznie poznane. Dotychczasowe badania stanowisk w Górach Białych wskazały 10 taksonów grzybów ektomikoryzujących z tą sosną, w tym 4 dominujące. W kolejności od najliczniej występujących są to: gatunek z rodziny Pyronemataceae, gatunek z rodzaju Rhizopogon, Wilcoxina rehmii oraz gatunek z rodzaju Cenococcum. Za przyczynę tak małej różnorodności grzybów mikoryzowych podawane są trudne warunki ekologiczne panujące na stanowiskach zajmowanych przez Pinus longaeva. W lasach iglastych odczyn gleby jest zwykle kwaśny (pH 4,0–6,5), ale zimne, suche i stosunkowo alkaliczne gleby lasów Gór Białych (pH 6–7,9) mogą prowadzić do powstawania bardziej jednorodnych zbiorowisk ektomikoryzowych, które pozwalają drzewom na wydajniejsze pozyskiwanie substancji odżywczych.

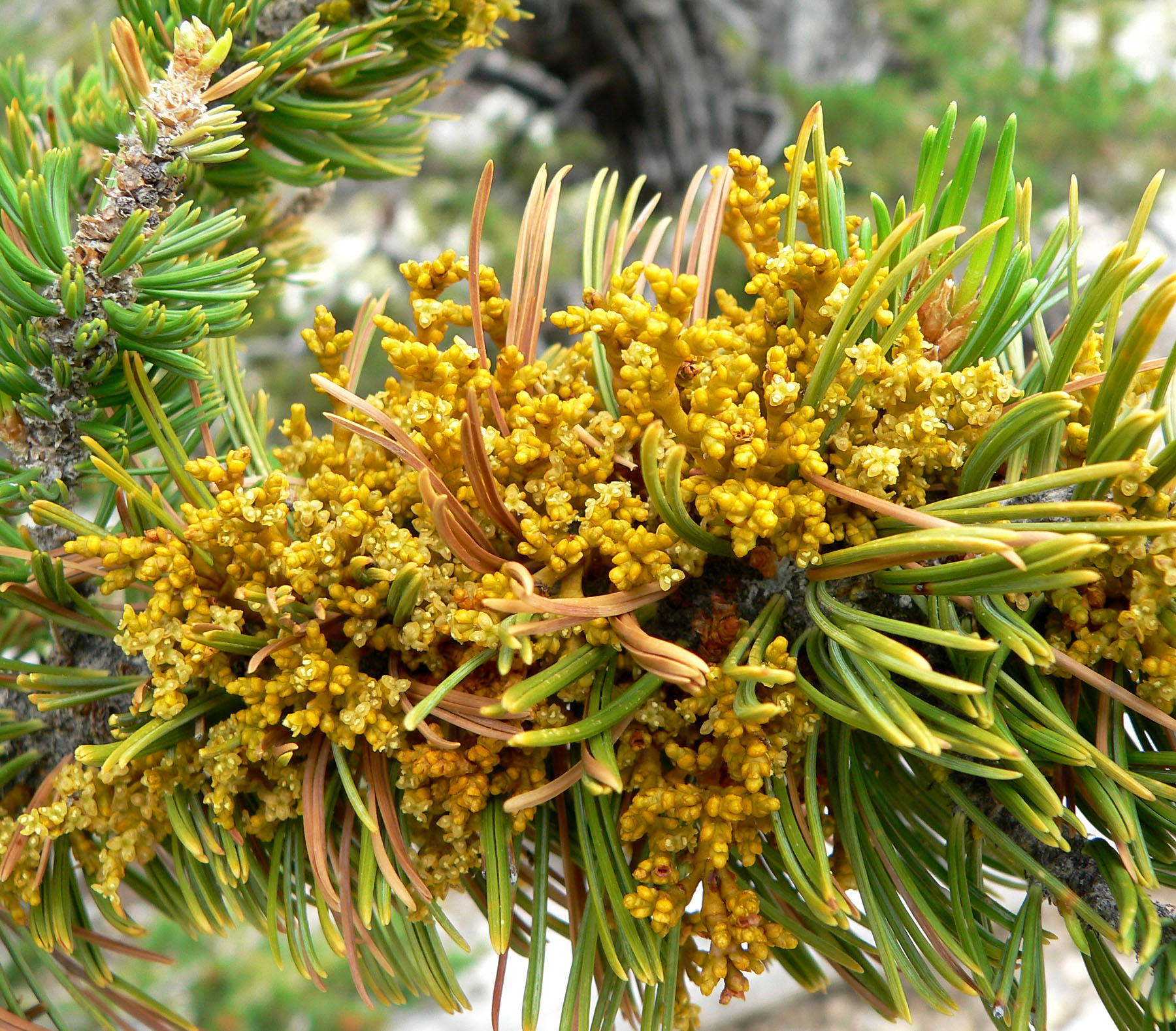
Gałąź sosny długowiecznej z Arceuthobium cyanocarpum, Spring Mountains, południowa Nevada (ok. 2900 m n.p.m.)

#### Rośliny pasożytnicze
Sosna długowieczna jest gospodarzem rośliny pasożytniczej Arceuthobium cyanocarpum (pasożyt pędowy). Chociaż P. longaeva nie występuje powszechnie w zasięgu A. cyanocarpum, uznawana jest za jednego z głównych gospodarzy, ponieważ jest tak samo podatna na zakażenie pasożytem jak Pinus flexilis, najczęstszy gospodarz. Zainfekowanych jest szereg populacji sosny długowiecznej w Utah i Nevadzie.

#### Szkodniki
Sosna długowieczna jest atakowana przez Dendroctonus ponderosae, chrząszcza z rodziny ryjkowcowatych.

#### Infekcje grzybowe
Gatunek jest podatny na rdzę wejmutkowo-porzeczkową, chorobę wywoływaną przez grzyb Cronartium ribicola. Grzyby słabo rozwijają się na chłodnych i suchych, wysokogórskich siedliskach sosny długowiecznej. Surowy klimat chroni większość jej populacji przed infekcją tego i innych grzybów, a przynajmniej spowalnia ich rozwój. Uważa się, że częściowo dzięki temu drzewa te mogą osiągać tak sędziwy wiek. W latach 1995–1999 odnotowane zostały incydentalne zakażenia sosen długowiecznych rosnących w górach Wasatch w stanie Utah. Innych przypadków nie zanotowano (stan na 2004 rok). Zagrożenie jednak istnieje, gdyż populacje rosnące w Górach Białych i górach Inyo położone są w pobliżu ognisk choroby w Sierra Nevada.

## Zagrożenia i ochrona

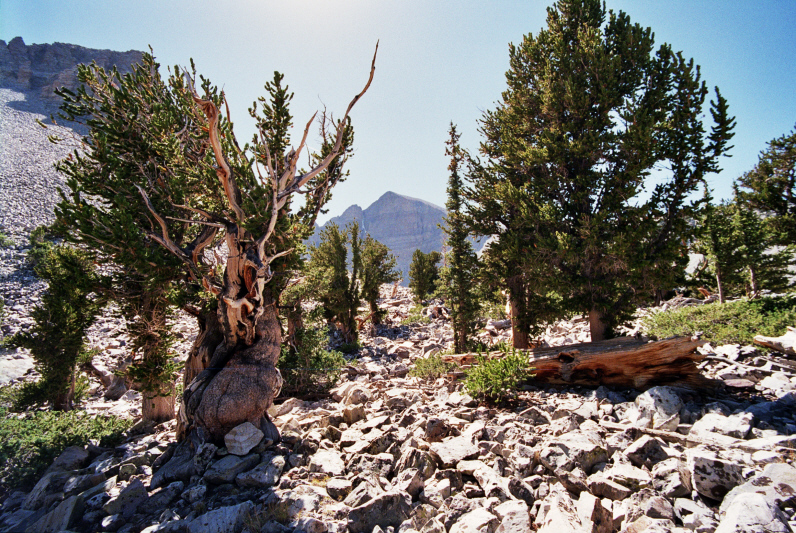
Grupa sosen długowiecznych, w której rósł „Prometeusz”.

W 1998 roku Międzynarodowa Unia Ochrony Przyrody (IUCN) przyznała temu gatunkowi kategorię zagrożenia VU (vulnerable), uznając gatunek za zagrożony wyginięciem. Ponowna ocena stanu populacji przeprowadzona po kilkunastu latach ujawniła stabilizację ich liczebności, przez co w 2011 r. uznano stopień zagrożenia gatunku za niski i nadano mu kategorię LC (Least Concern).
Kalifornijska organizacja non-profit California Native Plant Society (CNPS) umieściła sosnę długowieczną na swojej liście rzadkich rodzimych roślin, wpisując na listę obserwowanych gatunków (Watch List) z powodu ograniczonego zasięgu występowania.
Sosna długowieczna rośnie na wielu terenach objętych ochroną, m.in. w Parku Narodowym Bryce Canyon w Utah, Parku Narodowym Wielkiej Kotliny w Nevadzie oraz w Kalifornii na terenie lasu narodowego Inyo w wydzielonym obszarze chronionym „Ancient Bristlecone Pine Forest”.

## Zastosowanie
DendrochronologiaNajstarsze okazy tego gatunku, jako jedne z najdłużej żyjących roślin, są przedmiotem badań w ramach dendrochronologii. Na podstawie próbek, zbieranych z żyjących okazów oraz starszych szczątków, opracowywane są skale dendrochronologiczne regionu, które służą później do datowania dendrochronologicznego. Niektóre skale obejmują chronologię ponad 9 tys. lat wstecz. Wyniki analiz wykorzystywane są do kalibrowania metody datowania radiowęglowego. Sosna długowieczna i jej skale dendrochronologiczne są także cennym źródłem danych dla innych gałęzi nauki, w tym dendroklimatologii, archeologii, geologii i astronomii. Ze względu na wpływ, jaki wywarła na naukę, sosna długowieczna została nazwana „drzewem, które napisało historię od nowa” (ang. „the tree that rewrote history”).
Surowiec drzewnyLasy sosny długowiecznej i giętkiej w Górach Białych były intensywnie wycinane w latach 60. XIX wieku w celu pozyskania drewna na potrzeby górnicze i ogólnobudowlane. Obecnie gatunek nie ma znaczenia komercyjnego.